# Cratere Juanita
Juanita  è un cratere sulla superficie di Venere.